# Puerto Arica (Maynas)
Puerto Arica es una localidad peruana, perteneciente a la provincia de Maynas en la región de Loreto, a orillas del río Napo, al noroeste del Perú.

## Historia
Tras la guerra del Pacífico, pobladores del antiguo departamento peruano de Tarapacá se dirigieron a colonizar la Amazonía. Ellos fundaron Puerto Arica en honor a su ciudad de origen, pero tras la firma del tratado Salomón-Lozano, la reciente localidad creada por los peruanos quedó bajo soberanía colombiana. Tras retirarse de allí, decidieron fundar un nuevo pueblo con el mismo nombre: Puerto Arica, en el departamento de Loreto, a orillas del Río Napo.
Sus fundadores eran ciudadanos que vivían en Arica, Tarapacá y Tacna (este último departamento en ese tiempo estaba bajo soberanía chilena durante 50 años), algunos ciudadanos peruanos de Leticia, Puerto Arica (Colombia), Puerto Alegría, Tarapacá (Colombia), Puerto Espejo (hoy Puerto Nariño), inmigrantes de Iquitos y Caballococha, así como varias tribus indígenas del lugar.

## Llegada
La única forma de llegar a Puerto Arica es navegando en el Río Napo, desde Mazán, Indiana o Santa Clotilde. También existe una carretera que lo conecta al pueblo fronterizo peruano de Flor de agosto, cuyo recorrido tarda 49 minutos en vehículos motorizados.

## Educación
Puerto Arica cuenta con el nivel primario (el nivel inicial existe en Flor de agosto).

## Religión
Las iglesias evangélicas son la mayoría predominante, seguidos por los católicos y una baja minoría de la Asociación Evangélica de la Misión Israelita del Nuevo Pacto Universal, religión originaria del Perú.

## Bandera y Escudo
La bandera y el escudo es igual que a su ciudad homónima de Arica en Chile así que cuando estas cambian, la bandera y el escudo de Puerto Arica (Loreto) también cambia con ellos en honor y al recuerdo de la antigua Provincia de Arica (Perú)

## Lugares homónimos
- Puerto Arica, Colombia
- Arica, Chile